# دالي روبرتس (لاعب كرة قدم)
دالي روبرتس (بالإنجليزية: Dale Roberts)‏ (22 أكتوبر 1986 في المملكة المتحدة - 14 ديسمبر 2010 في المملكة المتحدة) هو لاعب كرة قدم بريطاني في مركز حراسة المرمى. شارك مع منتخب إنجلترا لكرة القدم C ‏. أما مع النوادي، فقد لعب مع روشدين ودايموندز ونادي ميدلزبره ونوتينغهام فورست وEastwood Town F.C. ‏ وAlfreton Town F.C. ‏.

## وصلات خارجية
- دالي روبرتس (لاعب كرة قدم) على موقع قاعدة بيانات كرة القدم.إي يو (الإنجليزية)
- دالي روبرتس (لاعب كرة قدم) على موقع Soccerbase.com (لاعب) (الإنجليزية)